# Desmoscolex keiensis
Desmoscolex keiensis är en rundmaskart som beskrevs av Hans August Kreis 1934. Desmoscolex keiensis ingår i släktet Desmoscolex och familjen Desmoscolecidae. Inga underarter finns listade i Catalogue of Life.